# Бруну Алмейда
Бруну Алмейда (порт. Bruno Almeida, нар. 9 вересня 1996, Порту) — португальський футболіст, півзахисник вірменського клубу «Ноах», у якому грає в оренді з португальського клубу «Санта-Клара». Виступав також за низку португальських клубів. Чемпіон Вірменії та володар Кубка Вірменії.

## Ігрова кар'єра
Бруну Алмейда народився 1996 року в місті Порту. Розпочав займатися футболом у юнацькій команді клубу «Падроенсе», пізніше перейшов до юнацької команди «Пасуш ді Феррейра». У професійному футболі Алмейда дебютував 2015 року виступами за команду «Санжуаненсі», в якій провів один сезон, взявши участь у 13 матчах чемпіонату. У 2016—2018 роках футболіст грав у нижчолігових клубах «Бустело», «Педрас Рубрас» та «Анадія». У 2018 році півзахисник перейшов до клубу «Ештуріл-Прая», в якому грав до 2019 року.
У 2019 році Бруну Алмейда перейшов до клубу «Трофенсі», в якому грав до 2022 року. 2022 року футболіст уклав контракт з клубом «Санта-Клара». У 2025 році клуб віддав Алмейду в оренду до вірменського клубу «Ноах». У складі команди португальський півзахисник у сезоні 2024—2024 років став чемпіоном Вірменії та володарем Кубка Вірменії.

## Титули і досягнення
- Чемпіон Вірменії (1):

«Ноах»: 2024–2025
- Володар Кубка Вірменії (1):

«Ноах»: 2024–2025